# Роузвуд (Огайо)
Роузвуд (англ. Rosewood) — переписна місцевість (CDP) в США, в окрузі Шампейн штату Огайо. Населення — 224 особи (2020).

## Географія
Роузвуд розташований за координатами 40°13′3″ пн. ш. 83°57′48″ зх. д. / 40.21750° пн. ш. 83.96333° зх. д. (40.217387, -83.963430).  За даними Бюро перепису населення США в 2010 році переписна місцевість мала площу 3,51 км², уся площа — суходіл.

## Демографія
Згідно з переписом 2010 року, у переписній місцевості мешкало 257 осіб у 98 домогосподарствах у складі 70 родин. Густота населення становила 73 особи/км².  Було 100 помешкань (29/км²).
Расовий склад населення:
| - 97,7 % — білих |

До двох чи більше рас належало 2,3 %. Частка іспаномовних становила 2,3 % від усіх жителів.
За віковим діапазоном населення розподілялося таким чином: 27,2 % — особи молодші 18 років, 53,3 % — особи у віці 18—64 років, 19,5 % — особи у віці 65 років та старші. Медіана віку мешканця становила 38,1 року. На 100 осіб жіночої статі у переписній місцевості припадало 116,0 чоловіків;  на 100 жінок у віці від 18 років та старших — 107,8 чоловіків також старших 18 років.
Середній дохід на одне домашнє господарство  становив 68 611 долар США (медіана — 77 788), а середній дохід на одну сім'ю — 75 628 доларів (медіана — 78 077). За межею бідності перебувало 2,9 % осіб, у тому числі 0,0 % дітей у віці до 18 років та 34,3 % осіб у віці 65 років та старших.
Цивільне працевлаштоване населення становило 169 осіб. Основні галузі зайнятості: роздрібна торгівля — 30,8 %, освіта, охорона здоров'я та соціальна допомога — 30,8 %, сільське господарство, лісництво, риболовля — 8,9 %, виробництво — 8,3 %.